# 炎の経営者
『炎の経営者』（ほのおのけいえいしゃ）は、高杉良の経済小説。1986年にサンケイ出版（現・扶桑社）から単行本が刊行された。

## 概要
日本触媒の2代目社長にして実質的創業者である八谷泰造の人生を、八谷と個人的な親交のあった高杉が描いた長編作品。八谷は作中に実名で登場する。

## テレビドラマ
本作をもとにした同名のテレビドラマが、2017年3月19日（日曜） 16:00 - 17:25 （日本標準時）にフジテレビ系列局で放送された。フジテレビのみ同局自主編成の単発特別番組枠『日曜スペシャル』内での放送となったが、放送日時は他局と同じである。主演は伊原剛志。
このテレビドラマ版では、八谷は「谷田部泰三」として登場。日本触媒をモデルにした会社は「オキタ合成化学工業」（創業時）→「日触化学工業」（社名変更後）という名で登場した。化学工業分野にまつわる作品であることから、撮影は神奈川県川崎市のコンビナート内に実在する日本触媒川崎製造所で行われた。

### 出演者
- 谷田部泰三：伊原剛志
- 真田幸造：山口智充
- 谷田部さと子：戸田菜穂
- 山村基弘：渡辺大
- 浜野喜久麿：中村靖日
- 佐久間滋：六角慎司
- 神崎三郎：内田滋
- 笹島太一：志賀廣太郎
- 中川寛平：山田明郷
- 江尻助役：寺十吾
- 橘猪早男：ノモガクジ
- 谷田部郁子：石井心咲
- 綱島棋士：モロ師岡
- 山嵜和夫：北見敏之
- 都築正：大石吾朗
- 寺内良和：石丸謙二郎
- 永田重男：柴俊夫
- 語り：平野文
- 松林慎司、越村公一 ほか

### スタッフ
- 原作：高杉良
- 特別協力：日本触媒
- 脚本：赤松義正
- 監督：古波津陽
- 音楽：小林洋平
- 将棋指導：上杉亘
- ロケ協力：常総フィルムコミッション、大井川鐵道、わたらせフィルムコミッション、フィルムサポート島田、富士の国やまなしフィルムコミッション、いばらきフィルムコミッション ほか
- 技術協力：シグマ、バックアップ
- 美術協力：フジアール
- VFX：Raiyan Laksamana
- 企画：江幡泰太（ファブコミュニケーションズ）
- 編成企画：狩野雄太
- プロデューサー：前畑祥子（ファブコミュニケーションズ）
- 協力プロデューサー：宅間秋史（サンダーストームエンターテイメント）
- 制作プロダクション：ファブコミュニケーションズ
- 製作著作：フジテレビ